# Engeleins Hochzeit
Engeleins Hochzeit, Untertitel Mimisches Lustspiel, ist ein deutscher Stummfilm in drei Akten von Urban Gad aus dem Jahr 1916. Die direkte Fortsetzung des Films Engelein aus dem Jahr 1914 gilt als verschollen.

## Handlung
Der reiche Onkel Peter J. Schneider aus Amerika hat sich mit seiner 17-jährigen Nichte Jesta verlobt, die ihm zuvor als 12-Jährige präsentiert worden war. Nun steht die Trauung bevor, die Peters Freund Josna Griggs vornehmen soll. Kurz vor der Hochzeit werden auf Peters Landgut vier Husaren einquartiert und der besorgte Peter schickt seine junge Verlobte zurück auf das Internat, das sie erst vor wenigen Wochen wegen ungebührlichen Verhaltens verlassen musste. Die Internatsvorsteherin ist nicht froh, Jesta wiederzusehen, doch bereits am nächsten Tag gelingt Jesta die Flucht aus dem Internat.
Jesta kehrt auf Peters Gut zurück, wo inzwischen auch die Husaren eingetroffen sind. Peter sieht nur die erneute Verwandlung Jestas in eine 12-Jährige als Möglichkeit, Jesta vor den Nachstellungen der Husaren zu bewahren. Jesta gibt schließlich mürrisch nach. Sie zieht die kurzen Kinderkleider an, prophezeit Peter jedoch, dass er sich noch wünschen werde, sie in langen Kleidern zu sehen.
Mit einer Puppe im Arm zeigt sich Jesta schließlich den Husaren. Die sind von dem quirligen „Mädchen“ entzückt und losen aus, wer welche Stunde mit ihr verbringen darf. Zwar hat Peter Aufsichtspersonen für Jesta besorgt, doch gelingt es ihr, sämtliche Aufpasser – darunter ihren Hauslehrer, ihren Vater und die Internatsvorsteherin Frau Bittner – loszuwerden und die Zeit mit den Husaren zu verbringen.
Pastor Griggs erscheint wie verabredet zur Trauung, muss sich jedoch von allen Seiten Klagen über Jesta anhören. Er verabreicht Jesta eine Tracht erzieherische Schläge und die weigert sich nun unter Tränen, nach dieser Behandlung Peters Frau zu werden. Erst gutes Zureden lässt sie als Braut erscheinen: Sie hat sich ihr Brautkleid eigenhändig bis auf Kniehöhe gekürzt und führt ein kleines Ferkel an einer Leine mit sich. Jetzt ist der vorhergesagte Augenblick gekommen, in dem Peter Jesta anfleht, doch wieder lange Kleider zu tragen. Im richtigen Brautkleid findet schließlich die Trauung statt.

## Produktion
Bereits 1914 war der Stummfilm Engelein erschienen, für den Asta Nielsen von der Kritik für ihr komödiantisches Talent gelobt wurde. Der Film kam beim Publikum gut an, weswegen bereits 1914 die Dreharbeiten zu Engeleins Hochzeit begannen, der inhaltlich direkt an Engelein anschließt. Die Dreharbeiten fanden im Union-Atelier Tempelhof statt.
Der Film war bereits 1915 fertiggestellt, wurde jedoch im September 1915 für die Dauer des Ersten Weltkriegs verboten. Das Verbot wurde 1916 aufgehoben. Die deutsche Erstaufführung fand am 24. März 1916 statt; in Dänemark war Engeleins Hochzeit bereits am 13. März 1916 in die Kinos gekommen. Es ist keine erhaltene Kopie des Films bekannt.

## Kritik
Der Kinematograph schrieb 1916 zur Fortsetzung Engeleins Hochzeit: „Auch hier macht es nicht der Film als solcher, obwohl er in Einzelheiten sowohl inhaltlich als auch technisch betrachtet manch Außergewöhnliches bringt, sondern es ist das ausgezeichnete Spiel Asta Nielsens, und ich kann heute nur wiederholen, daß diese Künstlerin als Darstellerin humoristischer Rollen bisher bei weitem nicht genügend gewürdigt worden ist.“
Die Kinematographische Rundschau nannte Engeleins Hochzeit „ein ganz ausgezeichnetes Lustspiel, in dem Asta Nielsen reizend aussieht und mit so natürlicher ausgelassener Lustigkeit spielt, daß man wirklich glaubt, ein kleines, übermütiges Mädchen vor sich zu haben.“